# Maurizio Gaudino
Maurizio Gaudino (Brühl, 12 december 1966) is een Duits voormalig betaald voetballer van Italiaanse afkomst die doorgaans als offensieve middenvelder speelde. In 1992 won Gaudino de Bundesliga met VfB Stuttgart. Gaudino speelde vijf interlands in het Duits voetbalelftal.

## Clubcarrière
Gaudino is vooral bekend als middenvelder van VfB Stuttgart. Van 1987 tot 1993 speelde Gaudino in het eerste elftal van Die Schwaben. In 1989 haalde hij met de club de finale van de UEFA Cup / Europacup III, maar deze ging verloren tegen een door Diego Maradona geïnspireerd SSC Napoli. Gaudino scoorde in de heenwedstrijd op San Paolo de openingstreffer vanuit een half onschadelijk gemaakte vrije schop. Stuttgart, dat met de geschorste Jürgen Klinsmann zijn belangrijkste speler moest missen, ging alsnog onderuit. Maradona scoorde de gelijkmaker vanop de stip en Careca maakte de 2–1 in de 87ste minuut. Stuttgart had geen slechte uitgangspositie, maar het weggeven van de voorsprong viel mentaal zwaar voor Gaudino en wie Stuttgart een warm hart toedroeg.
De terugwedstrijd van de finale van de UEFA Cup in het Neckarstadion draaide uit op een waar spektakel met zes doelpunten. Gaudino en zijn maats speelden met 3–3 gelijk tegen Napoli, waardoor Napoli de UEFA Cup won op algemeen totaal (5–4). Anderszins had Napoli meer uitdoelpunten geteld dan Stuttgart. Gaudino, die samenspeelde met Jürgen Klinsmann en clubtopscorer Fritz Walter, werd drie jaar later kampioen van de Bundesliga met Stuttgart. In 1992 hadden Stuttgart en Bayern München allebei 52 punten (wat relatief laag is). Echter won Stuttgart dat seizoen 21 wedstrijden en Bayern München 20. Gaudino had nog een belangrijk aandeel in deze titel.
In 1993 verhuisde Gaudino, die zijn loopbaan bij SV Waldhof Mannheim was begonnen, naar Eintracht Frankfurt. Gaudino was aanvankelijk basisspeler, maar verloor toen zijn stek in het elftal. In het seizoen 1995/96 werd Gaudino door Frankfurt uitgeleend aan het Engelse Manchester City, dat nog niet over de grove financiële middelen van 2020 beschikte. Een seizoen later stalde Frankfurt hem bij het Mexicaanse Club América. Toen Gaudino doorkreeg dat hij geen toekomst meer had bij Eintracht Frankfurt, verhuisde de offensieve middenvelder in 1997 naar Zwitserland. FC Basel werd de volgende halte in zijn loopbaan. Hij scoorde tien competitiedoelpunten voor Basel.
Gaudino speelde tijdens het seizoen 1998/99 voor VfL Bochum, waarna hij naar Turkije vertrok. Antalyaspor bood Gaudino namelijk een contract aan. Met Antalyaspor degradeerde Gaudino uit de hoogste Turkse divisie, Süper Lig, in 2002. Gaudino verliet de club na deze degradatie.
In 2003 sloot Gaudino zich weer aan bij zijn eerste club SV Waldhof Mannheim, waarna hij nog datzelfde jaar zijn carrière afsloot.

## Erelijst
| Bundesliga | 1x | 1991/92 |

## Interlandcarrière
Gaudino speelde vijf interlands voor Duitsland in de periode 1993–1994. Hij scoorde zijn enige interlanddoelpunt tegen de Verenigde Arabische Emiraten op 27 april 1994, een 0–2 overwinning voor de Duitsers. Bondscoach Berti Vogts nam Gaudino in 1994 mee naar het WK in de Verenigde Staten. De kwartfinale was daar verrassend het eindstation, door toedoen van het Bulgarije van Christo Stoitsjkov (2–1).